# 河西镇 (同心县)
河西镇，是中华人民共和国宁夏回族自治区吴忠市同心县下辖的一个乡镇级行政单位。

## 行政区划
河西镇下辖以下地区：
朝阳村、刺鸦咀子村、大洪沟村、马家河湾村、艾家湾村、农场村、桃山村、塘坊村、建新村、杨河套子村、石坝村、红旗村、纪家村、李家村、李家沟村、丁家二沟村、顾家庄子村、上河湾村、下河湾村、李沿子村、菊花台村和旱天岭村。